# Rapidité (relativité)
Pour les articles homonymes, voir Rapidité.
En relativité restreinte, la rapidité, ou pseudo-vitesse, est une mesure du mouvement. À faible vitesse, la rapidité et la vitesse sont égales (au coefficient multiplicateur c près), mais contrairement à la vitesse qui tend asymptotiquement vers la vitesse de la lumière, la rapidité continue à augmenter linéairement à l'infini. L'intérêt de la rapidité vient du fait que, de par son caractère linéaire, elle préserve la relation de la mécanique classique entre vitesse et accélération (un voyageur peut donc calculer sa rapidité en intégrant dans le temps, une mesure fournie par un accéléromètre). La rapidité permet aussi d'exprimer les transformations de Lorentz comme rotation hyperbolique dans l'espace de Minkowski.
La rapidité est une quantité sans dimension,.
La rapidité est rarement utilisée dans les calculs car elle est moins pratique que la quadrivitesse dans les formules d'invariance de l'impulsion. De plus, elle nécessite de choisir un référentiel qui isole le vecteur vitesse ou de la différence des vitesses sur un seul axe.

## Définition
La rapidité {\displaystyle \ \varphi } d'un objet par rapport à un référentiel galiléen est l'argument hyperbolique défini par :
{\displaystyle \varphi =\operatorname {artanh} {\left({\frac {v}{c}}\right)}={\frac {1}{2}}\ln \left({\frac {1+{\dfrac {v}{c}}}{1-{\dfrac {v}{c}}}}\right)}
ou par :
{\displaystyle \varphi =\operatorname {arcosh} {\left(\gamma \right)}=\ln \left(\gamma +{\sqrt {\gamma ^{2}-1}}\right)}
où :
- v est la vitesse dans ce référentiel ;
- c la vitesse de la lumière ;
- γ est le facteur de Lorentz[7] ;
- artanh la fonction réciproque de la tangente hyperbolique ;
- arcosh est la fonction réciproque du cosinus hyperbolique ;
- ln est la fonction logarithme népérien.

## Détails
Soit un corps se déplaçant à la vitesse {\displaystyle w\,} par rapport à un référentiel R, qui lui-même se déplace à la vitesse {\displaystyle v\,} par rapport à un autre référentiel R', en supposant que {\displaystyle {\vec {w}}//{\vec {v}}}. La vitesse du corps par rapport à ce second référentiel est {\displaystyle w'\,}, calculée par :
{\displaystyle w'={\frac {w+v}{1+{\dfrac {w\,v}{c^{2}}}}}}.
En posant {\displaystyle {\frac {w}{c}}=\operatorname {tanh} \left(\theta \right)\,,{\frac {w'}{c}}=\operatorname {tanh} \left(\theta '\right)\,,{\frac {v}{c}}=\operatorname {tanh} \left(\varphi \right)\,,} on obtient, avec l'hypothèse que {\displaystyle {\vec {w}}//{\vec {v}}} et avec les formules de trigonométrie hyperbolique :
{\displaystyle \theta '=\theta +\varphi }.

## Histoire
La rapidité est une des notions introduites dès 1908 par Hermann Minkowski (1864-1909). Mais celui-ci préfère employer le produit iφ plutôt que φ. Le produit iφ est aussi employé en 1909 par Arnold Sommerfeld (1868-1951) afin de réduire les transformations de Lorentz spéciales à de la trigonométrie ordinaire au moyen des angles imaginaires. En 1910, la rapidité apparaît chez Vladimir Varićak (1865-1942), et Edmund T. Whittaker (1873-1956). Le terme « rapidité » a été proposé en 1911 par Alfred A. Robb (1873-1936).